# Jogos Sul-Americanos de 2022
Os Jogos Sul-Americanos de 2022, oficialmente XII Jogos Sul-Americanos (em espanhol: XII Juegos Sudamericanos; em inglês: 12th South American Games), e comumente conhecido como Assunção 2022, foi a décima segunda edição do evento multidesportivo no qual se farão presentes atletas das nações filiadas à Organização Desportiva Sul-Americana (ODESUL).
A sede foi Assunção, capital do Paraguai, então aclamada para receber o evento em dezembro de 2017. Devido a questões de ordem financeira, o governo paraguaio chegou a declinar quanto a receber o evento, em julho de 2019.
Contudo, em 8 de outubro de 2019, o presidente da ODESUL e também do Comitê Olímpico Paraguaio, Camilo Pérez, anunciou o retorno da capital de seu país para receber o evento. Inicialmente previsto para ser disputado entre 26 de abril e 9 de maio de 2022, os jogos ocorreram entre 1 e 15 de outubro do mesmo ano, em razão da pandemia provocada pela COVID-19.

## Eleição da sede

#### Primeiro processo
No dia 11 de dezembro de 2017, durante a 30ª Assembleia Geral Ordinária da Organização Desportiva Sul-Americana (ODESUL), realizada na cidade paraguaia de Luque, ocorreu a aclamação de Assunção como sede dos Jogos para 2018. No mesmo evento, a cidade argentina de Rosário foi também aclamada como a sede dos Jogos Sul-Americanos da Juventude de 2022.
Assunção foi a única cidade a avançar a fase final do processo, tornando-se assim a única candidatura para recebê-lo. A ODESUL acabou oficializando a mesma como sede, em dezembro de 2017.

#### A desistência e o retorno
Devido a uma mudança na lei orçamentária do país, os créditos orçamentários que estavam originalmente destinados para a organização dos Jogos, foram remanejados para investimentos urgentes na área de saúde coletiva. Com a iminente mudança de destinação dos créditos orçamentários, a Secretaria Nacional de Esportes do Paraguai (em espanhol: Secretaría Nacional de Deportes - SND) divulgou um comunicado de imprensa, no qual anunciava oficialmente a renúncia do país em receber os Jogos Sul-Americanos de 2022.
Diante deste fato, a ODESUR começou a busca por uma nova sede para o evento sul-americano de 2022, que acabou retornando para a capital paraguaia após uma revisão dos custos quanto a realização dos Jogos Sul-Americanos.

## Orçamento
O orçamento de capital dos jogos foi reduzido para 180 milhões de dólares, devido a cortes orçamentários do governo. Este montante foi reduzido para 80 milhões de dólares.

## Países participantes
- Argentina (592)[14]
- Aruba (12)[15]
- Bolívia (296)[16]
- Brasil (464)[14]
- Chile (539)[14]
- Colômbia (500)[14]
- Curaçau (27)
- Equador (225)[17]
- Guiana (16)[18]
- Panamá (86)[19]
- Paraguai (576)[20] (anfitrião)
- Peru (374)[21]
- Suriname (27)[22]
- Uruguai (322)[23]
- Venezuela (420)[24]

## Esportes
Um total de 34 esportes estão programados para serem disputados. 29 deles estão na programação dos Jogos Pan-Americanos de 2023 agendados para Santiago, no Chile, e darão vagas nominais para o evento. A Comissão Organizadora escolheu como modalidades opcionais: bocha, fisiculturismo, futsal e futebol de areia. Ao longo dessas 34 modalidades, elegeram xadrez e pádel como modalidades de exibição/demonstração.
Os números entre parênteses indicam o número de eventos de medalhas a serem disputados em cada esporte/disciplina.
- Aquáticos
  -  Maratona aquática (2) (detalhes)
  -  Natação (42) (detalhes)
  -  Natação artística (2) (detalhes)
  -  Polo aquático (2) (detalhes)
  -  Saltos ornamentais (8) (detalhes)
- Atletismo (49) (detalhes)
- Badminton (6) (detalhes)
- Basquetebol  (detalhes) 
  -  Basquetebol (2)
  -  Basquetebol 3x3 (2)
- Bocha (3) (detalhes)
- Boliche (4) (detalhes)
- Boxe (13) (detalhes)
- Canoagem  (detalhes) 
  -  Canoagem velocidade (12)
  -  Canoagem slalom (6)
- Caratê (12) (detalhes)
- Ciclismo  (detalhes) 
  -  BMX estilo livre (2)
  -  BMX (2)
  -  Ciclismo de estrada (4)
  -  Ciclismo de montanha (2)
  -  Ciclismo de pista (12)
- Esqui aquático (10) (detalhes) 
  -  Esqui aquático (8)
  -  Wakeboard (2)
- Fisiculturismo (6) (detalhes)
- Hipismo  (detalhes) 
  -  Adestramento (2)
  -  Saltos (2)
- Esgrima (12) (detalhes)
- Futebol
  -  Futebol (2) (detalhes)
  -  Futebol de areia (1) (detalhes)
  -  Futsal (2) (detalhes)
- Ginástica  (detalhes) 
  -  Ginástica artística (14)
  -  Ginástica rítmica (8)
  -  Ginástica de trampolim (2)
- Golfe (3) (detalhes)
- Halterofilismo (14) (detalhes)
- Handebol (2) (detalhes)
- Hóquei sobre a grama (2) (detalhes)
- Judô (15) (detalhes)
- Lutas  (detalhes) 
  -  Luta livre (12)
  -  Luta greco-romana (6)
- Pádel (2) (detalhes)
- Patinação sobre rodas  (detalhes) 
  -  Patinação artística (4)
  -  Patinação de velocidade inline (10)
- Remo (14) (detalhes)
- Rugby sevens (2) (detalhes)
- Skate (2) (detalhes)
- Squash (7) (detalhes)
- Taekwondo (12) (detalhes)
- Tênis (5) (detalhes)
- Tênis de mesa (7) (detalhes)
- Tiro (15) (detalhes)
- Tiro com arco (10) (detalhes)
- Triatlo (3) (detalhes)
- Vela (7) (detalhes)
- Voleibol
  -  Voleibol (2) (detalhes)
  -  Voleibol de praia (2) (detalhes)
- Xadrez (6) (detalhes)

## Calendário
O cronograma foi o seguinte:
| CA | Cerimônia de abertura | ● | Eventos de competições | 1 | Eventos de medalha de ouro | CE | Cerimônia de encerramento |

| Esportes                         | Esportes                         | Outubro | Outubro | Outubro | Outubro | Outubro | Outubro | Outubro | Outubro | Outubro | Outubro | Outubro | Outubro | Outubro | Outubro | Outubro | Eventos              |
| Esportes                         | Esportes                         | 1 Sáb   | 2 Dom   | 3 Seg   | 4 Ter   | 5 Qua   | 6 Qui   | 7 Sex   | 8 Sáb   | 9 Dom   | 10 Seg  | 11 Ter  | 12 Qua  | 13 Qui  | 14 Sex  | 15 Sáb  | Eventos              |
| -------------------------------- | -------------------------------- | ------- | ------- | ------- | ------- | ------- | ------- | ------- | ------- | ------- | ------- | ------- | ------- | ------- | ------- | ------- | -------------------- |
| Cerimônias                       | Cerimônias                       | CA      |         |         |         |         |         |         |         |         |         |         |         |         |         | CE      | —                    |
| Aquáticos                        | Maratona aquática                |         |         |         |         |         |         |         |         |         |         | 2       |         |         |         |         | 2                    |
| Aquáticos                        | Natação                          |         | 12      | 12      | 10      | 8       |         |         |         |         |         |         |         |         |         |         | 42                   |
| Aquáticos                        | Natação artística                |         |         |         |         |         |         | ●       | 1       | 1       |         |         |         |         |         |         | 2                    |
| Aquáticos                        | Polo aquático                    |         |         |         |         |         |         |         |         |         |         | ●       | ●       | ●       | ●       | 2       | 2                    |
| Aquáticos                        | Saltos ornamentais               |         | 2       | 2       | 2       | 2       |         |         |         |         |         |         |         |         |         |         | 8                    |
| Atletismo                        | Atletismo                        |         |         |         |         |         |         |         |         |         |         |         | 8       | 15      | 15      | 11      | 49                   |
| Badminton                        | Badminton                        |         | ●       | 1       | ●       | ●       | 5       |         |         |         |         |         |         |         |         |         | 6                    |
| Basquetebol                      | Basquetebol                      |         |         |         |         | ●       | ●       | ●       | ●       | 1       |         | ●       | ●       | ●       | ●       | 1       | 2                    |
| Basquetebol                      | Basquetebol 3x3                  |         | ●       | 2       |         |         |         |         |         |         |         |         |         |         |         |         | 2                    |
| Bocha                            | Bocha                            |         |         |         |         |         |         |         |         |         |         |         | ●       | ●       | 3       |         | 3                    |
| Boliche                          | Boliche                          |         |         |         |         |         |         |         |         | ●       | 2       | ●       | 2       |         |         |         | 4                    |
| Boxe                             | Boxe                             |         |         |         |         |         |         |         | ●       | ●       | ●       | ●       | 6       | 7       |         |         | 13                   |
| Canoagem                         | Canoagem slalom                  |         |         |         |         |         |         |         |         |         |         |         | ●       | 2       | 4       |         | 6                    |
| Canoagem                         | Canoagem velocidade              |         |         |         |         |         |         |         |         |         |         | 2       | 7       | 3       |         |         | 12                   |
| Caratê                           | Caratê                           |         |         | 4       | 4       | 4       |         |         |         |         |         |         |         |         |         |         | 12                   |
| Ciclismo                         | BMX estilo livre                 |         |         |         |         |         |         | ●       | 2       |         |         |         |         |         |         |         | 2                    |
| Ciclismo                         | BMX corrida                      |         |         |         |         |         |         |         |         |         |         |         |         | ●       | 2       |         | 2                    |
| Ciclismo                         | Ciclismo de montanha             |         | 2       |         |         |         |         |         |         |         |         |         |         |         |         |         | 2                    |
| Ciclismo                         | Ciclismo de estrada              |         |         | 2       |         | 2       |         |         |         |         |         |         |         |         |         |         | 4                    |
| Ciclismo                         | Ciclismo de pista                |         |         |         |         |         |         |         |         |         |         |         | 3       | 3       | 3       | 3       | 12                   |
| Esgrima                          | Esgrima                          |         | 2       | 2       | 2       | 2       | 2       | 2       |         |         |         |         |         |         |         |         | 12                   |
| Esqui aquático                   | Esqui aquático                   |         |         |         |         |         |         | ●       | 2       | 8       |         |         |         |         |         |         | 10                   |
| Fisiculturismo                   | Fisiculturismo                   |         | 6       |         |         |         |         |         |         |         |         |         |         |         |         |         | 6                    |
| Futebol                          | Futebol                          |         |         |         | ●       | ●       | ●       | ●       | ●       | ●       | ●       | 1       | 1       |         |         |         | 2                    |
| Futebol                          | Futebol de areia                 |         | ●       | ●       | ●       | ●       | 1       |         |         |         |         |         |         |         |         |         | 1                    |
| Futebol                          | Futsal                           |         |         |         |         |         |         |         |         |         | ●       | ●       | ●       | ●       | 2       |         | 2                    |
| Ginástica                        | Ginástica artística              |         |         |         |         | 2       | 2       | 5       | 5       |         |         |         |         |         |         |         | 14                   |
| Ginástica                        | Ginástica rítmica                |         |         |         |         |         |         |         |         |         |         | 3       | 3       | 2       |         |         | 8                    |
| Ginástica                        | Ginástica de trampolim           |         |         |         |         |         |         |         |         |         |         |         | ●       | 2       |         |         | 2                    |
| Golfe                            | Golfe                            |         |         |         |         | ●       | ●       | ●       | 3       |         |         |         |         |         |         |         | 3                    |
| Halterofilismo                   | Halterofilismo                   |         | 4       | 3       | 3       | 3       |         |         |         |         |         |         |         |         |         |         | 14                   |
| Handebol                         | Handebol                         |         |         |         |         |         | ●       | ●       | ●       | ●       | 1       | ●       | ●       | ●       | ●       | 1       | 2                    |
| Hipismo                          | Hipismo                          |         | ●       | 1       |         | 1       |         |         | ●       | 1       |         | 1       |         |         |         |         | 4                    |
| Hóquei em campo                  | Hóquei em campo                  |         |         | ●       | ●       | ●       | ●       | ●       | ●       | ●       | ●       | 1       | 1       |         |         |         | 2                    |
| Judô                             | Judô                             |         |         |         |         |         |         |         |         |         |         | 7       | 7       | 1       |         |         | 15                   |
| Lutas                            | Lutas                            |         |         |         |         |         |         |         |         |         |         |         | 6       | 6       | 6       |         | 14                   |
| Pádel (esporte de demonstração)  | Pádel (esporte de demonstração)  |         |         |         |         |         | ●       | ●       | ●       | 2       |         |         |         |         |         |         | 2                    |
| Patinação sobre rodas            | Patinação artística              |         | ●       | 4       |         |         |         |         |         |         |         |         |         |         |         |         | 4                    |
| Patinação sobre rodas            | Patinação de velocidade inline   |         | 4       | 4       | 2       |         |         |         |         |         |         |         |         |         |         |         | 10                   |
| Remo                             | Remo                             |         | ●       | 5       | 5       | 4       |         |         |         |         |         |         |         |         |         |         | 14                   |
| Rugby sevens                     | Rugby sevens                     |         |         |         |         |         |         | ●       | ●       | 2       |         |         |         |         |         |         | 2                    |
| Skate                            | Skate                            | ●       | 2       |         |         |         |         |         |         |         |         |         |         |         |         |         | 2                    |
| Squash                           | Squash                           |         |         |         |         |         |         |         |         |         | ●       | ●       | 2       | 3       | ●       | 2       | 7                    |
| Taekwondo                        | Taekwondo                        |         |         |         |         | 4       | 3       | 5       |         |         |         |         |         |         |         |         | 12                   |
| Tênis                            | Tênis                            |         |         |         |         |         |         |         |         |         | ●       | ●       | ●       | ●       | 3       | 2       | 5                    |
| Tênis de mesa                    | Tênis de mesa                    |         |         |         |         |         |         |         |         | ●       | 3       | 2       | ●       | ●       | 2       |         | 7                    |
| Tiro                             | Tiro                             |         |         |         |         |         |         |         |         | ●       | 5       | 1       | 3       | 4       | 2       |         | 15                   |
| Tiro com arco                    | Tiro com arco                    |         | 2       | 4       | ●       | 2       |         |         |         |         |         |         |         |         |         |         | 10                   |
| Triatlo                          | Triatlo                          |         | 2       |         | 1       |         |         |         |         |         |         |         |         |         |         |         | 3                    |
| Vela                             | Vela                             |         | ●       | ●       | ●       | ●       | 7       |         |         |         |         |         |         |         |         |         | 7                    |
| Voleibol                         | Voleibol                         |         |         |         | ●       | ●       | ●       | ●       | 1       |         | ●       | ●       | ●       | ●       | 1       |         | 2                    |
| Voleibol                         | Voleibol de praia                |         |         |         |         |         |         |         |         |         |         | ●       | ●       | ●       | ●       | 2       | 2                    |
| Xadrez (esporte de demonstração) | Xadrez (esporte de demonstração) |         |         |         |         |         |         |         | ●       | 6       |         |         |         |         |         |         | 6                    |
| Eventos diários de medalhas      | Eventos diários de medalhas      |         | 38      | 46      | 29      | 37      | 15      | 17      | 18      | 9 + 8   | 9       | 22      | 49      | 48      | 43      | 24      | 404 + 8 demonstração |
| Total cumulativo                 | Total cumulativo                 |         | 38      | 84      | 113     | 150     | 165     | 182     | 200     | 209     | 218     | 240     | 289     | 337     | 380     | 404     | 404 + 8 demonstração |
| Esportes                         | Esportes                         | 1 Sáb   | 2 Dom   | 3 Seg   | 4 Ter   | 5 Qua   | 6 Qui   | 7 Sex   | 8 Sáb   | 9 Dom   | 10 Seg  | 11 Ter  | 12 Qua  | 13 Qui  | 14 Sex  | 15 Sáb  | Total de eventos     |
| Esportes                         | Esportes                         | Outubro |         |         |         |         |         |         |         |         |         |         |         |         |         |         | Total de eventos     |

## Quadro de medalhas
*   país anfitrião (PAR Paraguai)
| Pos.                | País                | Ouro | Prata | Bronze | Total |
| ------------------- | ------------------- | ---- | ----- | ------ | ----- |
| 1                   | BRA Brasil          | 133  | 100   | 86     | 319   |
| 2                   | COL Colômbia        | 79   | 78    | 98     | 255   |
| 3                   | ARG Argentina       | 58   | 65    | 74     | 197   |
| 4                   | CHI Chile           | 38   | 31    | 62     | 131   |
| 5                   | VEN Venezuela       | 31   | 43    | 57     | 131   |
| 6                   | ECU Equador         | 25   | 21    | 32     | 78    |
| 7                   | PER Peru            | 19   | 18    | 37     | 74    |
| 8                   | PAR Paraguai        | 8    | 26    | 14     | 48    |
| 9                   | URU Uruguai         | 7    | 14    | 19     | 40    |
| 10                  | ARU Aruba           | 3    | 3     | 0      | 6     |
| 11                  | PAN Panamá          | 3    | 1     | 8      | 12    |
| 12                  | BOL Bolívia         | 0    | 2     | 6      | 8     |
| 13                  | GUY Guiana          | 0    | 1     | 2      | 3     |
| 14                  | CUR Curaçau         | 0    | 1     | 0      | 1     |
| Total (14 entradas) | Total (14 entradas) | 404  | 404   | 495    | 1303  |

## Locais das competições

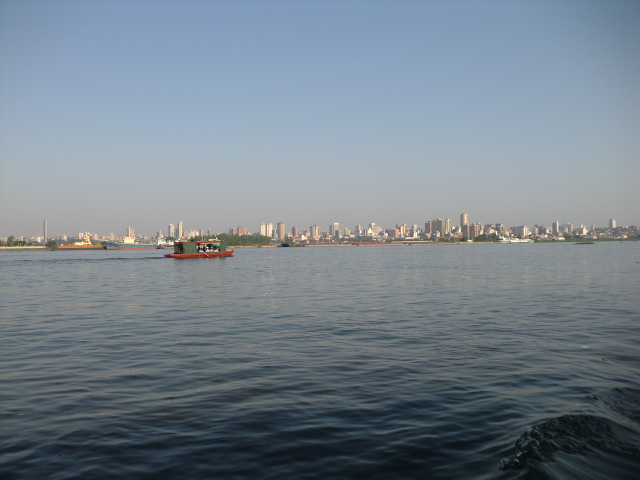
Baía de Assunção

Embora não seja conhecido o número exato de locais que iriam receber as competições, é cogitado o uso de alguns em específico. O Parque Olímpico Paraguaio, localizado em Luque, será um dos locais de prova. Existem também planos quanto ao uso do complexo do Clube Sportivo Luqueño, da Baía de Assunção, do Resort de Raikura, localizados nas cercanias da capital paraguaia, além do Iate Clube de Assunção.
O Comitê Organizador dos Jogos planejava, originalmente, a construção da Vila Sul-Americana na região da Avenida Costanera Norte. Com a revisão dos custos para receber o evento, a Vila dos Atletas não mais será construída e as delegações ficarão alojadas em hotéis.

### Instalações
| Defensores del Chaco         | Defensores del Chaco | Defensores del Chaco | Defensores del Chaco |
| Instalação                   | Imagem               | Evento               | Capacidade           |
| ---------------------------- | -------------------- | -------------------- | -------------------- |
| Estádio Defensores del Chaco |                      | Cerimônias           | 42354                |

| Secretaría Nacional de Deportes      | Secretaría Nacional de Deportes | Secretaría Nacional de Deportes | Secretaría Nacional de Deportes |
| Instalação                           | Imagem                          | Evento                          | Capacidade                      |
| ------------------------------------ | ------------------------------- | ------------------------------- | ------------------------------- |
| Bloco 1                              |                                 | Boxe Halterofilismo             | A Definir                       |
| Bloco 2                              |                                 | Judô Taekwondo                  | A Definir                       |
| Bloco 3                              |                                 | Caratê Lutas                    | A Definir                       |
| Centro Nacional de Squash            |                                 | Squash                          | A Definir                       |
| Federação Paraguaia de Vôlei         |                                 | Voleibol                        | A Definir                       |
| Pavilhão de Ginástica                |                                 | Ginástica                       | A Definir                       |
| Federação Paraguaia de Tênis de Mesa |                                 | Tênis de mesa Esgrima           | A Definir                       |
| SND Arena                            |                                 | Patinação Artística Handebol    | 5500                            |

| Parque Olímpico                  | Parque Olímpico | Parque Olímpico                    | Parque Olímpico |
| Instalação                       | Imagem          | Evento                             | Capacidade      |
| -------------------------------- | --------------- | ---------------------------------- | --------------- |
| Estadio Mundialista Los Pynandi  |                 | Futebol de areia Voleibol de praia | 2800            |
| Centro Nacional de Hockey        |                 | Hóquei sobre a grama               | A Definir       |
| Bochodromo                       |                 | Boliche                            | A Definir       |
| Centro Nacional de Patinação     |                 | Patinação de velocidade            | A Definir       |
| Centro Nacional de Tiro com Arco |                 | Tiro com arco                      | A Definir       |
| Centro de Treinamento Olímpico   |                 | Badminton Futsal                   | A Definir       |
| Estadio Héroes de Curupayty      |                 | Rugby sevens                       | 3000            |
| Pista BMX                        |                 | Ciclismo BMX                       | A Definir       |
| Pista de Atletismo               |                 | Atletismo                          | A Definir       |
| Skatecenter                      |                 | Skate                              | A Definir       |
| Stand de Tiro                    |                 | Tiro desportivo                    | A Definir       |
| Velodromo                        |                 | Ciclismo de pista                  | A Definir       |

| Locais isolados                | Locais isolados | Locais isolados                                                          | Locais isolados |
| Instalação                     | Imagem          | Evento                                                                   | Capacidade      |
| ------------------------------ | --------------- | ------------------------------------------------------------------------ | --------------- |
| Baía de Assunção               |                 | Canoagem de velocidade Ciclismo de estrada Maratona Marcha atlética Remo | Espaço livre    |
| Centro Aquático Nacional       |                 | Natação Natação artística Polo aquático Saltos ornamentais               | A Definir       |
| Club Hípico Paraguaio          |                 | Hipismo                                                                  | A Definir       |
| Complexo de futebol            |                 | Futebol                                                                  | A Definir       |
| Costanera José Asunción Flores |                 | Ciclismo de rua Patinação de rua                                         | A Definir       |
| Estadio León Condou            |                 | Basquetebol                                                              | A Definir       |
| Hotel Presidente               |                 | Xadrez                                                                   | A Definir       |
| Playa San José                 |                 | Vela                                                                     | Espaço livre    |
| Polideportivo Urbano           |                 | Basquetebol 3x3 Fisiculturismo                                           | A Definir       |
| Rakiura Resort                 |                 | Tênis                                                                    | A Definir       |
| Terminal de Occidente S.A.     |                 | Esqui aquático Natação de águas abertas Triatlo                          | Espaço livre    |

## Transmissão no Brasil
Até então, nenhuma emissora de televisão manifestou o desejo de transmitir este evento, no entanto, haverá transmissões das competições no Canal Olímpico do Brasil, streaming oficial do Comitê Olímpico do Brasil, produzido em parceria com a NSports. Os Jogos Sul-Americanos de 2010, celebrados em Medellín, foi a última edição que teve transmissão televisiva brasileira. Em 2014, o atleta Thiago Pereira chegou a se manifestar contra a RecordTV, pelo fato do canal ter os direitos dos jogos e não os transmitir. 12 anos depois da última cobertura dos jogos, é anunciado em 14 de julho de 2022, o início das negociações para a cobertura do evento através do BandSports, canal por assinatura pertencente ao Grupo Bandeirantes de Comunicação. A emissora já transmitiu os Jogos Sul-Americanos de 2002, realizados em São Paulo, Rio de Janeiro, Belém e Curitiba. Porém, as negociações não avançaram.